# Moclinejo
Moclinejo ist eine spanische Gemeinde in Andalusien in der Provinz Málaga. Sie befindet sich 20 Kilometer von Málaga entfernt zwischen der „Cerros de Córdoba“ und „Piedra Blanca“ auf 450 Meter Höhe in der Axarquía, dem östlichsten Teil der Provinz Málaga.
Die Umgebung von Moclinejo ist geprägt von steilen Hängen und zahlreichen Schluchten, wie das gesamte Gebiet der Montes de Málaga. Das Land ist trocken, zerklüftet und sehr abschüssig. Das Dorf Moclinejo befindet sich auf Hügeln der Piedras Blancas und öffnet sich zum Flusstal des Benagalbón. Es ist umgeben von Oliven-, Mandelbäumen und Weinen. Moclinejo liegt an der „Rosinenstraße“ („La Ruta de la Pasa“) und trägt auch manchmal den Namen „Eingangstor zur Rosinenstraße“. Rosine, Wein und Weintrauben sind die Hauptprodukte der Gegend.

## Geschichte
Die Zeit vor der Araberherrschaft ist nicht dokumentiert. Es wird angenommen, dass Moclinejo eine arabische Gründung ist. Der Name kommt wahrscheinlich von Moclin, arabisch für ‚Gebietsplatz‘. In den Chroniken des 15. und 16. Jahrhunderts wird es als Moclinetum, Mohinete, Modinete, Molinete und Molinillo erwähnt. Die christlichen Truppen des Kommandeurs von Antequera, General Don Pedro Enriquez, erlitten hier 1482 eine blutige Niederlage im Kampf gegen Muslime.
Die Muslime flüchteten in eine Burg und sahen ihr Eigentum in Flammen aufgehen. Sie kamen aus ihren Verstecken und bewarfen die christlichen Truppen mit Baumstämmen und Steinen. Die Truppen von Alfonso de Aguilar wurden so geschädigt, dass es heute im Bezirk Moclinejo noch eine Schlucht mit dem Namen „Hoya de los Muertos“ (Falle des Todes) gibt. Nach dem Sieg der Christen über die Araber begann der wirtschaftliche Niedergang. Im 19. Jahrhundert wurde der wirtschaftliche (Wieder-)Aufschwung durch das Auftreten der Reblaus unterbrochen. Die Gegend erholte sich langsam wieder und der Weinanbau und die Rosinenproduktion sind immer noch die Haupteinnahmequelle von Moclinejo.